# Monumento al cabo Luis Noval
L'escultura urbana coneguda pel nom Monumento al cabo Luis Noval, ubicada al cementeri d'El Salvador, a la ciutat d'Oviedo, Principat d'Astúries, Espanya, és una de les més d'un centenar que adornen els carrers de l'esmentada ciutat espanyola.
El paisatge urbà d'aquesta ciutat, es veu adornat per obres escultòriques, generalment monuments commemoratius dedicats a personatges d'especial rellevància en un primer moment, i més purament artístiques des de finals del segle xx.
L'escultura, feta de pedra, és obra de Víctor Hevia, i està datada l'any 1911.
Es tracta d'una escultura d'una figura femenina que subjecta una creu a l'altura del ventre, col·locada sobre un pesdetal de pedra, en el qual estan esculpides les armes del batalló al qual pertanyia.
El caporal Luis Noval Ferrao, va ser un soldat espanyol, nascut a Oviedo que va morir al Marroc en un acte que va ser considerat heroic. És per això que un cop acabat els actes del seu funeral, que van tenir lloc a la Catedral d'Oviedo el 19 d'abril de 1910, es va descobrir a la façana de casa natal, situada al carrer Susana número 12, una làpida de marbre, en la que es pot veure relleu el rostre del militar emmarcat en una bandera onejant, i sota ella, una fulla de llorer símbol de l'honor que mereixia el soldat. A més es pot llegir la següent inscripció: «En esta casa nació el 15 de noviembre de 1887 – Luis Noval Ferrao – Cabo del Regimiento del Príncipe – Ofreció su vida en aras de la patria y murió gloriosamente – en el zoco el-Had de Melilla el 28 de septiembre de 1909. – El Excmo. Ayuntamiento de Oviedo». Que, traduïda diu: «En aquesta casa va néixer el 15 novembre 1887 - Luis Noval Ferrao - Cap del Regiment del Príncep - Va oferir la seva vida en nom de la pàtria i va morir gloriosament - al soc el-Had de Melilla el 28 de setembre de 1909. - l'Excm. Ajuntament d'Oviedo».